# Лысенко, Сергей Михайлович
Серге́й Миха́йлович Лысе́нко (род. 24 августа 1972, Краснодар) — советский и российский футболист, защитник и полузащитник.

## Карьера
Профессиональную карьеру начал в 1989 году в белореченском клубе «МЦОП Химик», в составе которого провёл 6 матчей, после чего перешёл в «Кубань» из Бараниковского, где играл до июля 1990 года, проведя за это время 21 матч и забив 5 мячей в ворота соперников.
С августа 1990 года играл за «Кубань» Краснодар, в том сезоне провёл за команду 11 матчей. В сезоне 1991 года провёл 39 матчей в первенстве и 1 матч сыграл в Кубке. В следующем году — 25 матчей в первом чемпионате России, и ещё 1 встречу провёл в первом розыгрыше Кубка России.
В сезоне 1993 года сыграл 37 матчей, в которых забил 4 гола, в первенстве и 1 матч в Кубке, в следующем году провёл 33 матча, в которых забил 1 мяч, в первенстве и 2 матча в Кубке. В 1995 году сыграл в 27 матчах команды, в которых забил 2 гола, в первенстве, и ещё провёл 2 матча в Кубке страны. В сезоне 1996 года сыграл 33 матча и забил 1 гол в первенстве, в 1997 году провёл 29 встреч в первенстве и 2 матча в Кубке. В сезоне 1998 присоединился к команде только в июле, провёл в том году 11 игр, «отметившись» одним автоголом, в первенстве и 1 матч в Кубке.
Сезон 2000 года начал во владикавказской «Алании», в состав которой был взят без просмотра, и которую покинул в мае того же года, так ни разу за неё и не сыграв, после чего вернулся в «Кубань», в составе которой выступал с июля, провёл в том году 19 матчей, забил 1 гол и стал, вместе с командой, победителем зоны «Юг» Второго дивизиона. Кроме того, сыграл и в обоих матчах финальной серии за право выхода в Первый дивизион против саранской «Светотехники».
В своём последнем сезоне в «Кубани» играл за неё до июля, проведя за это время 8 матчей в первенстве и 1 матч в Кубке России. Затем перешёл в августе в подольский «Витязь», где и доиграл сезон, проведя 14 матчей и забив 2 мяча в ворота соперников, после чего завершил профессиональную карьеру, вернулся на Кубань, где в 2002 году выступал в составе краснодарского любительского клуба «Вымпел», а затем играл и за другие любительские клубы города и края, в частности, за краснодарское «Динамо» и «Азовец» из Приморско-Ахтарска.

## Характеристика
Сергей Лысенко был игроком неординарным, нацеленным на бескомпромиссную борьбу, неуступчивым. Даже через годы после ухода из большого спорта болельщики узнавали его на улицах, а некоторые из них считают Сергея одним из символов кубанского футбола.

## Достижения
«Кубань»
- Бронзовый призёр Первого дивизиона России: 2001